# 张公谨

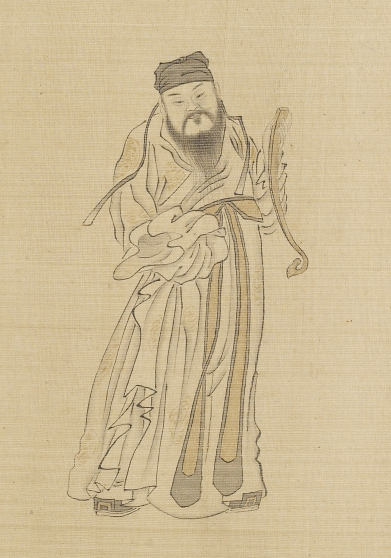
张公谨

张公谨（594年—632年5月2日），字弘慎，魏州繁水（在今河南省濮阳市南乐县）人，唐朝初期政治人物和军事将领，曾在唐与东突厥的战争中起到关键性的作用，另外，在玄武门之变中辅佐了日后唐太宗李世民登基。

## 家世
- 祖父：张敢之，魏乐陵太守、西平县公、齐司徒司马。
- 父亲：张仕儒，唐追赠使持节深州诸军事、深州刺史、定远郡公，谥曰昭。

隋末张公谨为王世充属下洧州長史。618年，随洧州刺史崔枢归属唐朝。任检校鄒州別駕、右武候長史。李勣、尉迟敬德向秦王李世民介紹把他召入秦王府。

## 玄武门之变
武德九年六月（626年7月），太子李建成逼迫当时是秦王的李世民政变，以拥立自己成为皇帝。李世民幕僚长孙无忌、尉迟恭等劝告李世民先发制人，进行政变自己当皇帝。李世民很犹豫，征求秦王府幕僚们的意见，大家都支持政变。李世民又命人进行占卜以卜吉凶，当时恰好秦王府的幕僚张公谨从外面进来，便将占卜的龟壳夺过来扔在地上，说：“占卜是为了决定疑难之事的，现在事情并无疑难，还占卜什么呢！如果占卜的结果是不吉利的，难道就能够停止行动了吗？”于是才坚定了李世民政变的决心。
玄武门之变过程中，太子李建成被杀后，其部下翊卫车骑将军冯立得知建成身死，叹息道：“难道能够在太子生前蒙受恩惠而太子一死便逃避祸难吗！”于是，他与副护军薛万彻、屈直府左车骑谢叔方率领东宫和齐王府的精锐兵马两千人，急驰赶到玄武门，准备为太子和齐王报仇。张公谨臂力过人，他独自关闭了大门，挡住冯立等人，冯立等人无法进入，保护了李世民。

## 反击东突厥
貞觀三年（629年），在经历了东突厥不断的袭扰和渭水之盟的耻辱之后，当时任代州都督的张公谨审视唐突双方的势力和形势，正确地向唐太宗李世民进言请求开始对东突厥的反击，并列举了六个原因：“第一、东突厥可汗颉利的统治残暴，杀忠臣良将，而听信奸臣小人的言语；第二、薛延陀等突厥部落反叛颉利；第三、颉利得罪了突利、拓设、欲谷设等突厥领袖，使其内部不团结，这些领袖不可能甘心居颉利之下；第四、塞北突厥驻地今年天气恶劣，霜冻时间比往年早，使粮食减产，部队粮食供应必然短缺；第五、颉利疏远自己同族各部落，而亲近外族诸侯将领，但这些将领心存犹豫，并不真心归顺，如果唐朝大军到来，他们必定倒戈使突厥内乱；第六、目前唐人已经逐渐在北方定居，而且数量众多，如果唐朝派遣军队，这些华人一定支持响应。”唐太宗于是派遣李靖为行军总管，张公谨为副总管前往讨伐东突厥，参见唐与突厥的战争。
之后李靖袭击了定襄城，李世勣在白道截击东突厥成功，颉利可汗与唐朝交好，唐朝则派遣唐俭为使者前往东突厥安抚。这时李靖建议出兵偷袭东突厥，张公谨则表示反对：“皇帝的诏书已经同意突厥投降，而且使者唐俭等还在突厥处，怎么能在这个时候发兵攻击呢？”参见阴山之战。
平定东突厥颉利可汗，以功封邹国公。官至襄州都督，年三十九卒（《新唐书》云年四十九卒）。追赠左骁卫大将军，谥曰襄。贞观十三年（639年），追思旧功，改封郯国公。十七年（643年），图形于凌烟阁。唐高宗永徽中，又追赠荆州都督。

## 子嗣
- 长子：张大象，嗣封郯国公，官至户部侍郎。长女张无量，《全唐文补遗》第2辑页235载有墓志铭。
  - 孙：张忱（644年—694年），字承珪，潞州潞城县令。出继季父右千牛张大雅为嗣。有子张儹、张俌。
- 次子：张大素，龙朔中历位东台舍人，兼修国史，卒于怀州长史，撰写《后魏书》一百卷、《隋书》三十卷。
  - 孙：张悱，国子司业，一子张翽，汲郡長史。
  - 孙：张懍，武功县令，一子为唐朝著名学者一行（张遂）。
  - 孙：张㥠，鼎州录事，有女张X娘（墓志铭阙字）嫁荆州高唐县尉清河人崔旻，后为敦煌延夫人。
  - 孙：张愃（645年—696年），字承寂，武周朝为朝散大夫、益州大都督府郫县令。有子张伟。
  - 孙：张某，咸亨四年（673年）七月十日，卒于东都弘敬里，年十六。
- 三子：张大安，上元年间，历任太子右庶子、同中书门下三品。时章怀太子李贤在春宫，令张大安与太子洗马刘讷言等注范晔《后汉书》。李贤被废，左授普州刺史。光宅年间，卒于横州司马。
  - 孙：张洽，左金吾将军。有子张之绪。
  - 孙：张涚（675年—740年），字尚洁，唐玄宗开元年间历任衡州刺史、越州都督、秦州都督、太府少卿、国子祭酒、同州刺史。有子张臻、张整、张幹、张揆。
  - 孙：张浚，侍御史。有子张之续。
- 四子：张大雅，右千牛，早卒。

## 延伸阅读
[在维基数据编辑]
 《舊唐書·卷68》，出自刘昫《舊唐書》
 《新唐書/卷089》，出自《新唐書》
 在维基共享资源阅览影像